# Heba Yehia
Hebatallah Yehia Abdel Rahman (en arabe : هبة الله يحيى عبد الرحمن) connue sous le nom de Heba Yehia, née le 20 février 1986, est une nageuse égyptienne.

## Carrière
Heba Yehia remporte trois médailles d'argent aux Jeux africains de 2003 à Abuja (relais 4 x 100 mètres nage libre, relais 4 x 200 mètres nage libre et relais 4 x 100 mètres quatre nages). 
Elle est ensuite médaillée de bronze du relais 4 x 100 mètres quatre nages aux Championnats d'Afrique de natation 2006 à Dakar,. 